# Асен Кръндев
Асен Лазаров Кръндев е български машинен инженер.

## Биография
Асен Кръндев е роден в 1876 година във Велес, тогава в Османската империя, днес в Северна Македония. Завършва с дванадесетия випуск Солунската българска мъжка гимназия в 1897 година и машинно инженерство в Брюксел в 1902 година.
Участва в Първата световна война като приравнен капитан, началник на пети пътен участък от Шеста пехотна бдинска дивизия. За заслуги във войната е награден с два ордена „За военна заслуга“, V степен.